# Ali Abdi
Ali Abdi, né le 20 décembre 1993 à Sfax en Tunisie, est un footballeur international tunisien qui évolue au poste de latéral gauche à l'OGC Nice.

## Biographie

### En club
Abdi fait ses débuts professionnels en décembre 2011, à tout juste 18 ans, avec la Jeunesse sportive kairouanaise en Ligue 1 tunisienne. Il est alors international tunisien espoir et remporte notamment le championnat arabe des moins de 20 ans 2012. Peu après, en juillet 2012, il est recruté par l'Espérance sportive de Tunis où il signe un contrat de quatre ans. Il est prêté au Stade tunisien en 2013-2014, mais joue peu. À la fin de son contrat, il rejoint le Club africain pour trois saisons. 
Après trois saisons pleines au Club africain, il signe en juin 2019 au Paris FC évoluant en Ligue 2 française. Pendant sa deuxième saison à Paris, il est le meilleur buteur de son équipe avec neuf réalisations, un total rare pour un défenseur, d'autant qu'il ne tire pas les coups de pied arrêtés. 
En 2021, il ne prolonge pas en fin de contrat à Paris et rejoint le SM Caen, autre club de Ligue 2. S'il se montre moins prolifique devant le but, il réalise cinq passes décisives et effectue des performances qui lui valent d'apparaître en fin de saison dans l'équipe type de Ligue 2 lors des Trophées UNFP. Il décide dans la foulée de prolonger son contrat avec le club normand jusqu'en 2026. En 2023-2024, il est de nouveau élu meilleur latéral gauche de Ligue 2, mais son club manque de peu les barrages de montée.
En toute fin de mercato 2024, il est en contacts avancés avec l'OGC Nice, club de Ligue 1, mais le transfert ne se fait pas dans les temps impartis. Le club niçois le recrute finalement en tant que joker le 2 septembre. Il aura marqué quatorze buts en 99 matchs avec le club normand.

### En équipe nationale
Ali Abdi est convoqué pour la première fois en équipe de Tunisie lors du rassemblement de novembre 2018 pour deux matchs amicaux contre l'Égypte et le Maroc mais ne joue pas une seule minute.
Le 25 mars 2021, il connaît sa première sélection contre la Libye lors d'un match qualificatif pour la coupe d'Afrique des nations 2021. La Tunisie gagne ce match 5 buts à 2 et il délivre la passe décisive pour Seifeddine Jaziri sur le cinquième but tunisien. Il est ensuite sélectionné pour la coupe d'Afrique des nations 2021 lors de laquelle il joue un match de poule contre la Gambie en tant que titulaire ; la Tunisie est éliminée en quart de finale par le Burkina Faso.
Le 10 juin 2022, Abdi inscrit son premier but en sélection contre le Chili lors de la coupe Kirin, un tournoi amical organisé par le Japon que la Tunisie va remporter.
Le 14 novembre 2022, il est sélectionné par Jalel Kadri pour participer à la coupe du monde 2022 au Qatar. Il joue l'intégralité des deux premières rencontres contre le Danemark et l'Australie et rentre en fin de match lors de la victoire de la Tunisie contre la France. La Tunisie est éliminée avec un bilan d'une victoire, un nul et une défaite. En décembre 2023, il est retenu dans la liste des 27 joueurs tunisiens sélectionnés par Kadri pour disputer la coupe d'Afrique des nations 2023.

## Statistiques

### Par saison
| Saison                | Club                  | Championnat           | Championnat | Championnat | Championnat | Coupe nationale | Coupe nationale | Coupe nationale | Coupe de la Ligue | Coupe de la Ligue | Coupe de la Ligue | Compétition(s) continentale(s) | Compétition(s) continentale(s) | Compétition(s) continentale(s) | Compétition(s) continentale(s) | Total | Total | Total |
| Saison                | Club                  | Division              | M.          | B.          | P.d.        | M.              | B.              | P.d.            | M.                | B.                | P.d.              | Comp.                          | M.                             | B.                             | P.d.                           | M.    | B.    | P.d.  |
| 2011-2012             | JS Kairouan           | Ligue 1 Pro           | 15          | 2           | 1           | -               | -               | -               | -                 | -                 | -                 | -                              | -                              | -                              | -                              | 15    | 2     | 1     |
| 2012-2013             | ES Tunis              | Ligue 1 Pro           | 1           | 0           | 0           | -               | -               | -               | -                 | -                 | -                 | -                              | -                              | -                              | -                              | 1     | 0     | 0     |
| 2013-2014             | ES Tunis              | Ligue 1 Pro           | -           | -           | -           | -               | -               | -               | -                 | -                 | -                 | C1                             | 2                              | 0                              | 0                              | 2     | 0     | 0     |
| 2014-2015             | ES Tunis              | Ligue 1 Pro           | 11          | 0           | 1           | -               | -               | -               | -                 | -                 | -                 | -                              | -                              | -                              | -                              | 11    | 0     | 1     |
| 2013-2014             | Stade tunisien (prêt) | Ligue 1 Pro           | 17          | 4           | 0           | 2               | 0               | 0               | -                 | -                 | -                 | -                              | -                              | -                              | -                              | 19    | 4     | 0     |
| Sous-total ES Tunis   | Sous-total ES Tunis   | Sous-total ES Tunis   | 12          | 0           | 1           | -               | -               | -               | -                 | -                 | -                 | -                              | 2                              | 0                              | 0                              | 14    | 0     | 1     |
| 2016-2017             | Club africain         | Ligue 1 Pro           | 12          | 2           | 2           | 2               | 0               | 1               | -                 | -                 | -                 | C3                             | 11                             | 2                              | 0                              | 25    | 4     | 3     |
| 2017-2018             | Club africain         | Ligue 1 Pro           | 22          | 2           | 2           | 5               | 1               | 1               | -                 | -                 | -                 | C3                             | 2                              | 0                              | 0                              | 29    | 3     | 3     |
| 2018-2019             | Club africain         | Ligue 1 Pro           | 22          | 3           | 0           | 2               | 0               | 0               | -                 | -                 | -                 | C1                             | 7                              | 0                              | 0                              | 31    | 3     | 0     |
| Sous-total            | Sous-total            | Sous-total            | 56          | 7           | 4           | 9               | 1               | 2               | -                 | -                 | -                 | -                              | 20                             | 2                              | 0                              | 85    | 10    | 6     |
| 2019-2020             | Paris FC              | Ligue 2               | 14          | 0           | 0           | 1               | 0               | 0               | 2                 | 0                 | 0                 | -                              | -                              | -                              | -                              | 17    | 0     | 0     |
| 2020-2021             | Paris FC              | Ligue 2               | 33          | 9           | 2           | 1               | 0               | 0               | -                 | -                 | -                 | -                              | -                              | -                              | -                              | 34    | 9     | 2     |
| Sous-total            | Sous-total            | Sous-total            | 47          | 9           | 2           | 2               | 0               | 0               | 2                 | 0                 | 0                 | -                              | -                              | -                              | -                              | 51    | 9     | 2     |
| 2021-2022             | SM Caen               | Ligue 2               | 31          | 2           | 5           | -               | -               | -               | -                 | -                 | -                 | -                              | -                              | -                              | -                              | 31    | 2     | 5     |
| 2022-2023             | SM Caen               | Ligue 2               | 32          | 3           | 5           | 1               | 0               | 0               | -                 | -                 | -                 | -                              | -                              | -                              | -                              | 33    | 3     | 5     |
| 2023-2024             | SM Caen               | Ligue 2               | 33          | 9           | 1           | -               | -               | -               | -                 | -                 | -                 | -                              | -                              | -                              | -                              | 33    | 9     | 1     |
| 2024-2025             | SM Caen               | Ligue 2               | 2           | 0           | 0           | -               | -               | -               | -                 | -                 | -                 | -                              | -                              | -                              | -                              | 2     | 0     | 0     |
| Sous-total            | Sous-total            | Sous-total            | 98          | 14          | 11          | 1               | 0               | 0               | -                 | -                 | -                 | -                              | -                              | -                              | -                              | 99    | 14    | 11    |
| 2024-2025             | OGC Nice              | Ligue 1               | 25          | 5           | 2           | 2               | 0               | 0               | -                 | -                 | -                 | C3                             | 4                              | 0                              | 0                              | 31    | 5     | 2     |
| Total sur la carrière | Total sur la carrière | Total sur la carrière | 270         | 41          | 21          | 16              | 1               | 2               | 2                 | 0                 | 0                 | -                              | 26                             | 2                              | 0                              | 314   | 44    | 23    |

### En sélection nationale
| Saison                | Sélection             | Phases finales        | Phases finales | Phases finales | Phases finales | Éliminatoires | Éliminatoires | Éliminatoires | Matchs amicaux | Matchs amicaux | Matchs amicaux | Total | Total | Total |
| Saison                | Sélection             | Compétition           | M              | B              | Pd             | M             | B             | Pd            | M              | B              | Pd             | M     | B     | Pd    |
| --------------------- | --------------------- | --------------------- | -------------- | -------------- | -------------- | ------------- | ------------- | ------------- | -------------- | -------------- | -------------- | ----- | ----- | ----- |
| 2020-2021             | Tunisie               | -                     | -              | -              | -              | 2             | 0             | 1             | 2              | 0              | 0              | 4     | 0     | 1     |
| 2021-2022             | Tunisie               | CAN 2022              | 1              | 0              | 0              | 2             | 0             | 0             | 2              | 1              | 0              | 5     | 1     | 0     |
| 2022-2023             | Tunisie               | Coupe du monde 2022   | 3              | 0              | 0              | 1             | 0             | 0             | 2              | 1              | 1              | 6     | 1     | 1     |
| 2023-2024             | Tunisie               | CAN 2024              | 2              | 0              | 1              | 5             | 0             | 1             | 6              | 0              | 0              | 13    | 0     | 2     |
| 2024-2025             | Tunisie               | -                     | -              | -              | -              | 6             | 2             | 1             | 2              | 0              | 0              | 8     | 2     | 1     |
| Total sur la carrière | Total sur la carrière | Total sur la carrière | 6              | 0              | 1              | 16            | 2             | 3             | 14             | 2              | 1              | 36    | 4     | 5     |

### Liste des matchs internationaux
| Matchs internationaux d'Ali Abdi | Matchs internationaux d'Ali Abdi | Matchs internationaux d'Ali Abdi                         | Matchs internationaux d'Ali Abdi | Matchs internationaux d'Ali Abdi | Matchs internationaux d'Ali Abdi   | Matchs internationaux d'Ali Abdi                                   |
| #                                | Date                             | Lieu                                                     | Adversaire                       | Résultat                         | Compétition                        | Notes                                                              |
| -------------------------------- | -------------------------------- | -------------------------------------------------------- | -------------------------------- | -------------------------------- | ---------------------------------- | ------------------------------------------------------------------ |
| 1.                               | 25 mars 2021                     | Stade du 28 Mars, Benghazi, Libye                        | Libye                            | 2 - 5                            | Qualifications CAN 2021            | Entre en jeu à la place de Oussama Haddadi à la 63e minute de jeu. |
| 2.                               | 28 mars 2021                     | Stade olympique de Radès, Radès, Tunisie                 | Guinée équatoriale               | 2 - 1                            | Qualifications CAN 2021            | Titulaire.                                                         |
| 3.                               | 5 juin 2021                      | Stade olympique de Radès, Radès, Tunisie                 | RD Congo                         | 1 - 0                            | Match amical                       | Titulaire et remplacé par Ali Maaloul à la 78e minute de jeu.      |
| 4.                               | 15 juin 2021                     | Stade olympique de Radès, Radès, Tunisie                 | Mali                             | 1 - 0                            | Match amical                       | Entre en jeu à la place d'Ali Maaloul à la 81e minute de jeu.      |
| 5.                               | 20 janvier 2022                  | Stade de Limbé, Limbé, Cameroun                          | Gambie                           | 1 - 0                            | CAN 2021                           | Titulaire.                                                         |
| 6.                               | 2 juin 2022                      | Stade olympique de Radès, Radès, Tunisie                 | Guinée équatoriale               | 4 - 0                            | Qualifications CAN 2023            | Titulaire.                                                         |
| 7.                               | 5 juin 2022                      | Obed Itani Chilume Stadium (en), Francistown, Botswana   | Botswana                         | 0 - 0                            | Qualifications CAN 2023            | Titulaire.                                                         |
| 8.                               | 10 juin 2022                     | Stade du parc Misaki, Kobe, Japon                        | Chili                            | 0 - 2                            | Coupe Kirin 2022                   | Titulaire et remplacé par Bilel Ifa à la 93e minute de jeu.        |
| 9.                               | 14 juin 2022                     | Stade Panasonic Suita, Osaka, Japon                      | Japon                            | 0 - 3                            | Coupe Kirin 2022                   | Titulaire.                                                         |
| 10.                              | 16 novembre 2022                 | Stade Azadi, Téhéran, Iran                               | Iran                             | 0 - 2                            | Match amical                       | Titulaire.                                                         |
| 11.                              | 22 novembre 2022                 | Stade Education City, Doha, Qatar                        | Danemark                         | 0 - 0                            | Coupe du monde 2022                | Titulaire.                                                         |
| 12.                              | 26 novembre 2022                 | Stade Al-Janoub, Al Wakrah, Qatar                        | Australie                        | 0 - 1                            | Coupe du monde 2022                | Titulaire.                                                         |
| 13.                              | 30 novembre 2022                 | Stade Education City, Doha, Qatar                        | France                           | 1 - 0                            | Coupe du monde 2022                | Entre en jeu à la place d'Anis Ben Slimane à la 83e minute de jeu. |
| 14.                              | 17 juin 2023                     | Stade Nkoantoma, Bata, Guinée équatoriale                | Guinée équatoriale               | 1 - 0                            | Qualifications CAN 2023            | Titulaire.                                                         |
| 15.                              | 20 juin 2023                     | Stade du 19-Mai-1956, Alger, Algérie                     | Algérie                          | 1 - 1                            | Match amical                       | Titulaire.                                                         |
| 16.                              | 7 septembre 2023                 | Stade olympique de Radès, Radès, Tunisie                 | Botswana                         | 3 - 0                            | Qualifications CAN 2023            | Titulaire.                                                         |
| 17.                              | 12 septembre 2023                | Stade international du Caire, Le Caire, Égypte           | Égypte                           | 1 - 3                            | Match amical                       | Titulaire.                                                         |
| 18.                              | 13 octobre 2023                  | Stade de la Coupe du monde de Séoul, Séoul, Corée du Sud | Corée du Sud                     | 4 - 0                            | Match amical                       | Titulaire.                                                         |
| 19.                              | 17 octobre 2023                  | Stade du parc Misaki, Kobe, Japon                        | Japon                            | 2 - 0                            | Match amical                       | Titulaire.                                                         |
| 20.                              | 17 novembre 2023                 | Stade olympique de Radès, Radès, Tunisie                 | Sao Tomé-et-Principe             | 4 - 0                            | Qualifications Coupe du monde 2026 | Titulaire et remplacé par Amin Cherni à la 89e minute de jeu.      |
| 21.                              | 21 novembre 2023                 | Bingu National Stadium, Blantyre, Malawi                 | Malawi                           | 0 - 1                            | Qualifications Coupe du monde 2026 | Titulaire.                                                         |
| 22.                              | 6 janvier 2024                   | Stade olympique de Radès, Radès, Tunisie                 | Mauritanie                       | 0 - 0                            | Match amical                       | Titulaire.                                                         |
| 23.                              | 20 janvier 2024                  | Stade Amadou-Gon-Coulibaly, Korhogo, Côte d'Ivoire       | Mali                             | 1 - 1                            | CAN 2023                           | Titulaire.                                                         |
| 24.                              | 24 janvier 2024                  | Stade Amadou-Gon-Coulibaly, Korhogo, Côte d'Ivoire       | Afrique du Sud                   | 0 - 0                            | CAN 2023                           | Titulaire.                                                         |
| 25.                              | 23 mars 2024                     | Stade international du Caire, Le Caire, Égypte           | Croatie                          | 0 - 0                            | Match amical                       | Titulaire.                                                         |
| 26.                              | 26 mars 2024                     | Stade international du Caire, Le Caire, Égypte           | Nouvelle-Zélande                 | 0 - 0                            | Match amical                       | Titulaire.                                                         |
| 27.                              | 5 juin 2024                      | Stade olympique de Radès, Radès, Tunisie                 | Guinée équatoriale               | 1 - 0                            | Qualifications Coupe du monde 2026 | Titulaire.                                                         |
| 28.                              | 9 juin 2024                      | Orlando Stadium, Johannesbourg, Afrique du Sud           | Namibie                          | 0 - 0                            | Qualifications Coupe du monde 2026 | Titulaire.                                                         |
| 29.                              | 5 septembre 2024                 | Stade olympique de Radès, Radès, Tunisie                 | Madagascar                       | 1 - 0                            | Qualifications CAN 2025            | Titulaire.                                                         |
| 30.                              | 8 septembre 2024                 | Stade Ben M'Hamed El Abdi, El Jadida, Maroc              | Gambie                           | 1 - 2                            | Qualifications CAN 2025            | Titulaire.                                                         |
| 31.                              | 14 novembre 2024                 | Loftus Versfeld Stadium, Pretoria, Afrique du Sud        | Madagascar                       | 2 - 3                            | Qualifications CAN 2025            | Titulaire.                                                         |
| 32.                              | 18 novembre 2024                 | Stade olympique de Radès, Radès, Tunisie                 | Gambie                           | 0 - 1                            | Qualifications CAN 2025            | Titulaire et remplacé par Amin Cherni à la 60e minute de jeu.      |
| 33.                              | 19 mars 2025                     | Complexe sportif Samuel-Kanyon-Doe, Monrovia, Liberia    | Liberia                          | 0 - 1                            | Qualifications Coupe du monde 2026 | Titulaire.                                                         |
| 34.                              | 24 mars 2025                     | Stade olympique de Radès, Radès, Tunisie                 | Malawi                           | 2 - 0                            | Qualifications Coupe du monde 2026 | Titulaire.                                                         |
| 35.                              | 2 juin 2025                      | Stade olympique de Radès, Radès, Tunisie                 | Burkina Faso                     | 2 - 0                            | Match amical                       | Entre en jeu à la place d'Amin Cherni à la 63e minute de jeu.      |
| 36.                              | 6 juin 2025                      | Complexe sportif de Fès, Fès, Maroc                      | Maroc                            | 2 - 0                            | Match amical                       | Titulaire et exclu à la 91e minute de jeu.                         |

| Buts internationaux d'Ali Abdi | Buts internationaux d'Ali Abdi | Buts internationaux d'Ali Abdi                    | Buts internationaux d'Ali Abdi | Buts internationaux d'Ali Abdi | Buts internationaux d'Ali Abdi | Buts internationaux d'Ali Abdi | Buts internationaux d'Ali Abdi | Buts internationaux d'Ali Abdi | Buts internationaux d'Ali Abdi |
|                                | Date                           | Lieu                                              | Adversaire                     | Score                          | Résultat                       | Compétition                    | Notes                          | Sel.                           |                                |
| ------------------------------ | ------------------------------ | ------------------------------------------------- | ------------------------------ | ------------------------------ | ------------------------------ | ------------------------------ | ------------------------------ | ------------------------------ | ------------------------------ |
| 1.                             | 10 juin 2022                   | Stade du parc Misaki, Kobe, Japon                 | Chili                          | 0 - 1                          | 0 - 2                          | Coupe Kirin 2022               | 41e de la tête                 | 8e                             |                                |
| 2.                             | 16 novembre 2022               | Stade Azadi, Téhéran, Iran                        | Iran                           | 0 - 2                          | 0 - 2                          | Match amical                   | 90+2e                          | 10e                            |                                |
| 3.                             | 8 septembre 2024               | Stade Ben M'Hamed El Abdi, El Jadida, Maroc       | Gambie                         | 0 - 1                          | 1 - 2                          | Qualifications CAN 2025        | 11e de la tête                 | 30e                            |                                |
| 4.                             | 14 novembre 2024               | Loftus Versfeld Stadium, Pretoria, Afrique du Sud | Madagascar                     | 2 - 3                          | 2 - 3                          | Qualifications CAN 2025        | 90+3e de la tête               | 31e                            |                                |

## Palmarès

### En club
Club africain
- Coupe de Tunisie (2) :
  - Vainqueur : 2017, 2018
  - Finaliste : 2016

### En sélection
Équipe de Tunisie
- Coupe Kirin (1) : 2022

### Distinctions individuelles
Il est nommé dans l'équipe type de Ligue 2 aux trophées UNFP du football 2022, puis à nouveau dans l'équipe type de Ligue 2 aux trophées UNFP du football 2024.